# Resolutie 975 Veiligheidsraad Verenigde Naties
Resolutie 975 van de Veiligheidsraad van de Verenigde Naties werd op 30 januari 1995 met veertien stemmen voor en de onthouding van China aangenomen. De resolutie verlengde de UNMIH-vredesmacht in Haïti met een half jaar.

## Achtergrond
Na decennia onder dictatoriaal bewind won Jean-Bertrand Aristide in december 1990 de verkiezingen in Haïti. In september 1991 werd hij met een staatsgreep verdreven. Nieuwe verkiezingen werden door de internationale gemeenschap afgeblokt waarna het land in de chaos verzonk. Na Amerikaanse bemiddeling werd Aristide in 1994 in functie hersteld.

## Inhoud

### Waarnemingen
Er was een multinationale macht (MNF) naar Haïti gestuurd om een veilige stabiele omgeving op te zetten alvorens de UNMIH-missie zou worden ingezet. Die omgeving was nu een feit.

### Handelingen
De positieve ontwikkelingen in Haïti, zoals de terugkeer van de verkozen regering, werden verwelkomd. De inzet van UNMIH werd reeds voorbereid. Nu een veilige stabiele omgeving bestond in Haïti mocht secretaris-generaal Boutros Boutros-Ghali de militaire, politionele en civiele onderdelen van UNMIH samenstellen. Tegen 31 maart moest UNMIH alle taken van de MNF hebben overgenomen. Het mandaat van UNMIH werd met zes maanden verlengd, tot 31 juli. Er mochten 6000 troepen en 900 agenten worden ingezet.
De internationale gemeenschap zou de economische, sociale en institutionele ontwikkeling van Haïti steunen. Ook moest er een politiemacht worden opgericht en het rechtssysteem moest in ere worden hersteld.

## Verwante resoluties
- Resolutie 948 Veiligheidsraad Verenigde Naties (1994)
- Resolutie 964 Veiligheidsraad Verenigde Naties (1994)
- Resolutie 1007 Veiligheidsraad Verenigde Naties
- Resolutie 1048 Veiligheidsraad Verenigde Naties (1996)

Lijst ·  970 ·  971 ·  972 ·  973 ·  974 ·  975 ·  976 ·  977 ·  978 ·  979 ·  980 ·  981 ·  982 ·  983 ·  984 ·  985 ·  986 ·  987 ·  988 ·  989 ·  990 ·  991 ·  992 ·  993 ·  994 ·  995 ·  996 ·  997 ·  998 ·  999 ·  1000 ·  1001 ·  1002 ·  1003 ·  1004 ·  1005 ·  1006 ·  1007 ·  1008 ·  1009 ·  1010 ·  1011 ·  1012 ·  1013 ·  1014 ·  1015 ·  1016 ·  1017 ·  1018 ·  1019 ·  1020 ·  1021 ·  1022 ·  1023 ·  1024 ·  1025 ·  1026 ·  1027 ·  1028 ·  1029 ·  1030 ·  1031 ·  1032 ·  1033 ·  1034 ·  1035